# Collège Henri-IV de La Flèche

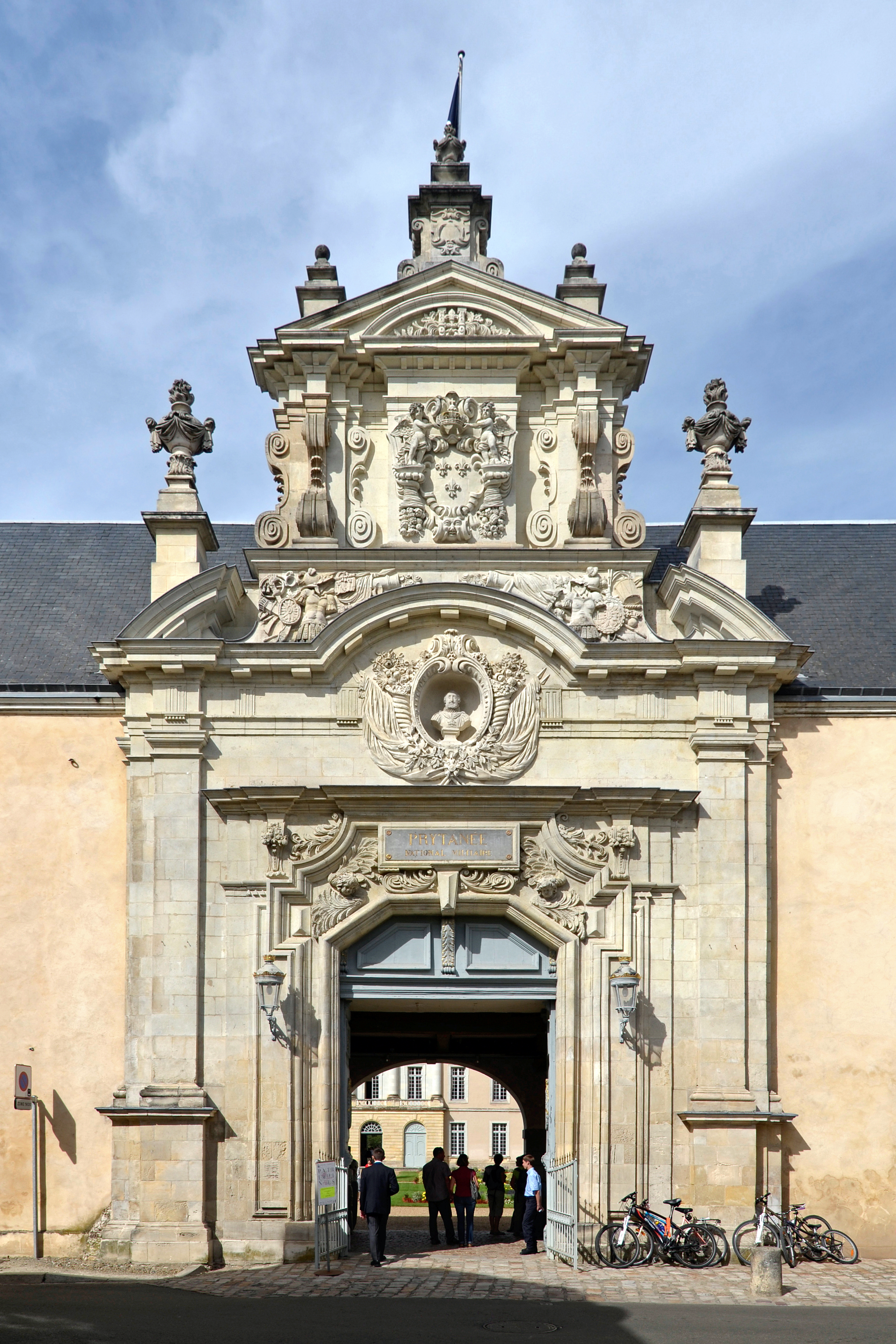
Portal des ehemaligen Jesuitenkollegs.

Das Collège Henri-IV de La Flèche ist ein ehemaliges Jesuitenkolleg in der französischen Gemeinde La Flèche im Département Sarthe in der Region Pays de la Loire. Gegründet im Jahr 1603 von Henri IV blühte es sehr schnell auf bis zu einer Zahl von über 1000 Schülern. Als einer der berühmtesten gilt der Philosoph René Descartes. Nach der Vertreibung der Jesuiten aus Frankreich im Jahr 1762 wurden die Gebäude von verschiedenen Institutionen genutzt. Seit 1808 beherbergen sie die von Napoleon I. gegründete Militärschule Prytanée national militaire.

## Geschichte

### Das Château-Neuf von La Flèche
Seit dem 15. Jahrhundert gehörte die Ortschaft La Flèche zum Bistum von Angers, war somit Bestandteil des Anjou und wurde als Teil der Vizegrafschaft Beaumont-au-Maine von Angehörigen des Hauses Valois-Alençon regiert. Im Jahr 1537 verwitwet, entschied Françoise d'Alençon, Herzogin von Beaumont, sich aus der Seigneurie von La Flèche zurückzuziehen, die sie als Morgengabe von ihrem Mann Charles de Bourbon erhalten hatte. Da das alte Schloss (heute: Château des Carmes) wenig komfortabel war, ließ sie das außerhalb der Stadtmauern gelegene Château-Neuf errichten. Es wurde in den Jahren 1539–1541 nach den Plänen des Architekten Jean Delespine erbaut.
Nach dem Tod der Herzogin im Jahr 1550 erbte ihr Sohn Antoine de Bourbon die Besitztümer. Zusammen mit seiner Frau Jeanne d'Albret, Erbin des Königreichs Navarra, und ihrem Sohn, dem späteren König Henri IV, hielt er sich mehrere Male im Château-Neuf in La Flèche auf.

### Gründung des Jesuitenkollegs

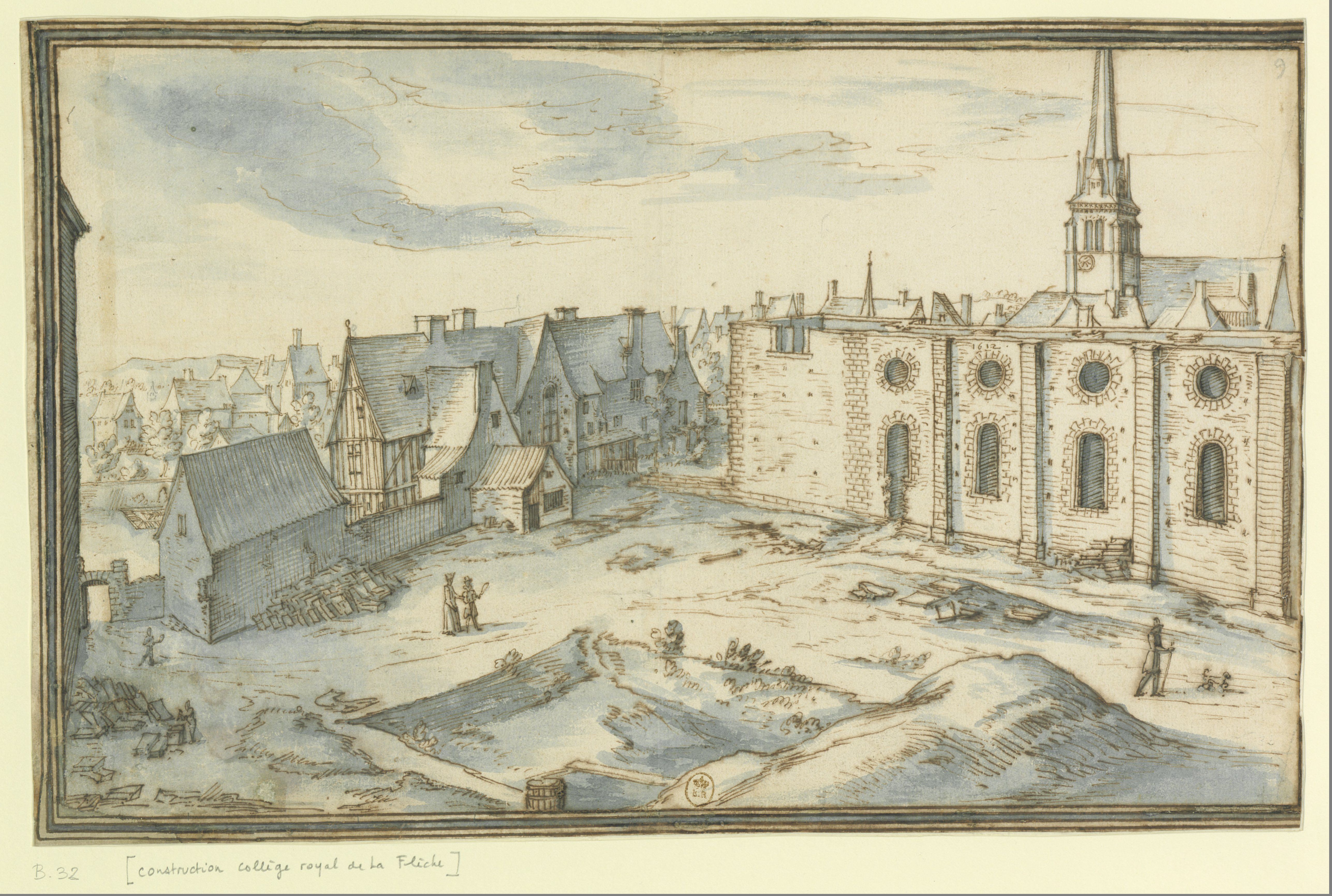
Zeichnung von Étienne Martellange: Bauarbeiten am Collège im Jahr 1612.

Guillaume Fouquet de La Varenne, der einer bürgerlichen Familie aus La Flèche entstammte, trat im Jahr 1578 zunächst in den Dienst von Catherine de Bourbon, im Jahr 1580 dann in den Dienst des zukünftigen Königs ein. Er zeichnete sich als Soldat und Diplomat aus und stieg zu einem der engsten Berater des Königs Henri IV auf. Nach der Ausstattung von La Flèche mit einer Salzsteuer und der Gerichtsbarkeit eines Présidial fasste Fouquet de La Varenne den Plan in seiner Heimatstadt ein Collège zu gründen. Da Henri IV dem Projekt gewogen war, präsentierte Fouquet de La Varenne ihm im Jahr 1603 in Verdun Vertreter der Jesuiten, die ihre Rückberufung nach Frankreich beantragten. Am 3. September 1603 wurde den Jesuiten, die nach dem gescheiterten Attentat auf den König durch einen ihrer Schüler, Jean Châtel, im Jahr 1594 durch den Gerichtshof in Paris des Landes verwiesen worden waren, durch einen königlichen Erlass die Rückkehr nach Frankreich gewährt. Neben der Rückkehr an die angestammten Orte erlaubte der König den Jesuiten, auch an anderen Orten Collèges zu gründen. Ohne die Zustimmung seines Erlasses durch das Parlament abzuwarten, beauftragte er den Jesuitenpater Pierre Coton, die notwendigen Maßnahmen zur Gründung eines Collège in La Flèche zu ergreifen. Der König wollte in La Flèche nicht nur ein Collège, sondern eine echte Universität etablieren, der ein Noviziat beigefügt werden sollte. Auf Veranlassung des Generalsuperiors Claudio Acquaviva wurden Rechtslehre und Medizin wieder entfernt, ebenso wie das Noviziat, da ein solches bereits am Jesuitenkolleg von Rouen existierte.
Unter Leitung des Rektors Pierre Barny kamen die ersten Jesuiten im November 1603 nach La Flèche. Im Januar 1604 hielten drei Professoren der Jesuitenuniversität Pont-à-Mousson die ersten Kurse. Schon im ersten Jahr stieg die Zahl der Studenten auf fast eintausend an. Das Maximum wurde im Jahr 1626 mit rund 1800 Studenten erreicht.
Im Mai 1607 verfügte Henri IV durch das Edikt von Fontainebleau, mit dem die offizielle Gründung des Collège festgelegt wurde, den Betrieb eines séminaire général et universel. Gleichzeitig schenkte er den Jesuiten das Gebäude des Château-Neuf, 300.000 Livres für den Bau der Anlage und eine jährliche Zuwendung von 20.000 Livres, die aus den Einkünften benachbarter Abteien abgezogen wurde. Er versprach den Bau einer Kirche und dieser nach seinem Tod sein Herz zu vererben, ebenso das Herz der Königin Maria de’ Medici nach deren Tod.

### Bau des Collège und Tod von Henri IV

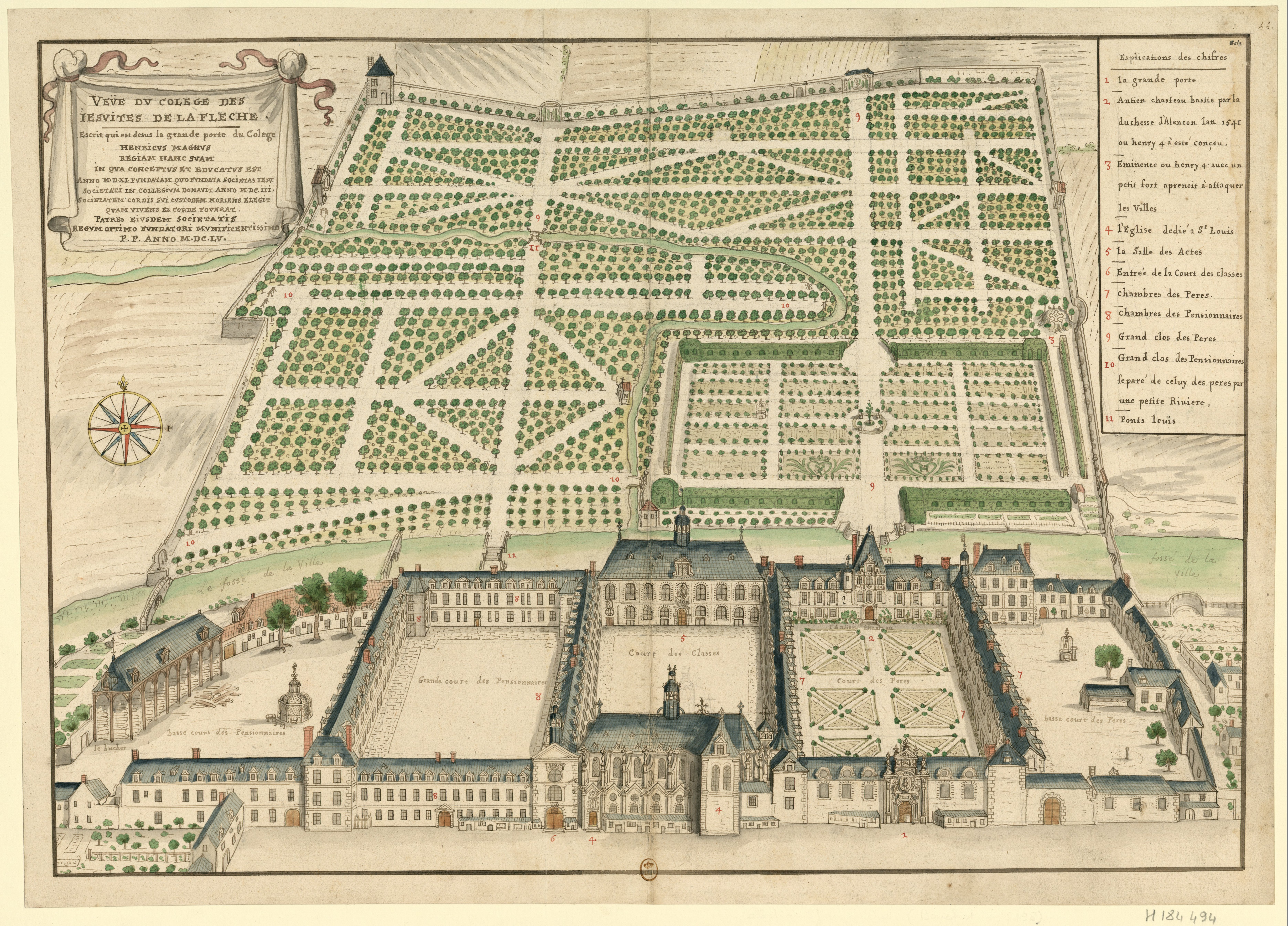
Ansicht des Jesuitenkollegs aus dem Jahr 1695.

Henri IV wollte die Verantwortung für den Bau des Collège auf den Jesuitenpater und Architekten Étienne Martellange übertragen, was aber nicht die Zustimmung des Provinzials von Lyon fand. Die Ausschreibung der Planung konnte der Hofarchitekt Louis Métezeau für sich entscheiden. Martellange  war bei den beginnenden Bauarbeiten auf Wunsch des Königs zwar nicht als Architekt, aber als eine Art Bauleiter zugegen. Den Zuschlag für die Bauarbeiten erhielt im August 1606 Jacques Feron Longuemézière. Der Bau begann im folgenden Jahr. Der Grundstein für die Kirche wurde in der Krypta am 18. Juni 1607 im Auftrag des Königs von Jean de Beaumanoir, Marquis von Lavardin und Marschall von Frankreich, gelegt und vom Priester der Kirche St. Thomas von La Flèche gesegnet.
Der Bau der Schule folgt einem Raster von fünf Höfen, die – in Reihe angelegt – als Symbol für die verschiedenen Funktionen der Institution stehen. In der Mitte ist der "cour de classes", begrenzt von der Kapelle Saint-Louis de La Flèche und der Halle salle des actes, deren Walmdach, das den Rest des Gebäudes deutlich überragt, die Bedeutung unterstreicht. Im Osten liegt der cour des pères, auch cour royale genannt, der sich vor dem Château-Neuf öffnet, in dem die Geistlichen untergebracht sind. Im Westen liegt dagegen der cour des pensionnaires, um den herum die Unterkünfte der Studenten angeordnet sind. An den jeweiligen Außenseiten liegen der basse-cour des pères und der basse-cour des pensionnaires, die häuslichen Funktionen der Hochschule vorbehalten sind. Das Gebäude weit über den ursprünglichen Griff Chateau Neuf, die Jesuiten werden nach und nach Erwerb der Häuser rund um den Bau zu vollenden.
Nach dem Tod von Henri IV am 14. Mai 1610 erinnerte Guillaume Fouquet de la Varenne die Königin Maria de Medici an das Versprechen, dass der König sein Herz der Hochschule vererbt hatte. Das Herz des Verstorbenen wurde daraufhin den Jesuiten anvertraut und La Flèche durch den Herzog von Montbazon nach La Flèche gebracht, wo es nach einer Zeremonie in der Kirche St. Thomas in einer Prozession am Morgen des 4. Juni 1610 an die Hochschule übergeben wurde.

### Das Jesuitenkolleg im 17. und 18. Jahrhundert
Nachdem im Jahr 1611 der bisherige Auftragnehmer Jacques Feron Longuemézière in Konkurs gegangen war, ruhten die Bauarbeiten zunächst. Im folgenden Jahr wurde der Jesuitenpater Etienne Martellange von Maria de Medici nach La Flèche geschickt. Bei seiner Ankunft verfasste er ein Manuskript mit dem Titel Mémoires de quelques fautes plus remarquables faites aux bâtiments du collège royal de La Flèche, in der er eine Reihe von Kritikpunkten an den bereits erfolgten Arbeiten äußerte. Martellange blieb für ein Jahr in La Flèche, kehrte dann im Jahre 1614 erneut zurück, um die Fertigstellung der Kirche zu gewährleisten, deren Aufwendungen aus der königlichen Schatzkammer bezahlt wurden. Der Bau war so weit fortgeschritten, dass Martellange nur noch kleine Änderungen erreichen konnte.
Im Jahre 1616 starb Guillaume Fouquet de la Varenne. Er wurde auf eigenen Wunsch in der Kapelle unterhalb des Herzens von Henri IV begraben.
Der Rohbau der Kapelle, der Haupttrakt des salle des actes und der Ostflügel des cour des classes waren als die ersten Gebäude im Jahre 1621 abgeschlossen. Der Ausbau des cour des pères begann im Jahre 1629 durch Abriss der Nebengebäude des Château-Neuf und endete im Jahre 1653 mit der Errichtung des südlichen Trakts des Hofes, der sich durch das portal royal zur Stadt hin öffnet. In der Kapelle, die für den Gottesdienst im Jahre 1622 anlässlich der Heiligsprechung von St. Ignatius und St. Francis Xavier erstmals geöffnet und im Jahre 1637 Saint-Louis durch den Bischof von Angers geweiht wurde, wurden die Arbeiten mit der Ausführung des Altarbildes des Hochaltars von Pierre Corbineau zwischen 1633 und 1636 und der Errichtung der Orgelempore zwischen 1637 und 1640 fortgeführt.
Am 12. April 1643 wurde, gemäß dem Wunsch von Henri IV, das Herz von Maria de Medici nach La Flèche gebracht und neben dem ihres Ehemannes in der Kirche von St. Louis beigesetzt. Im Jahre 1648 wurden zwei Nischen zu beiden Seiten des Chores im oberen Teil des Querschiffs errichtet, die die Kenotaphe für die königlichen Herzen aufnahmen.
Aufgrund der steigenden Anzahl von Schulen in der Umgebung ging die Zahl der Studenten im späten siebzehnten Jahrhundert kontinuierlich zurück. So verzeichnete die Hochschule im Jahr 1761 nur 550 Studenten.

### Nach der Vertreibung der Jesuiten

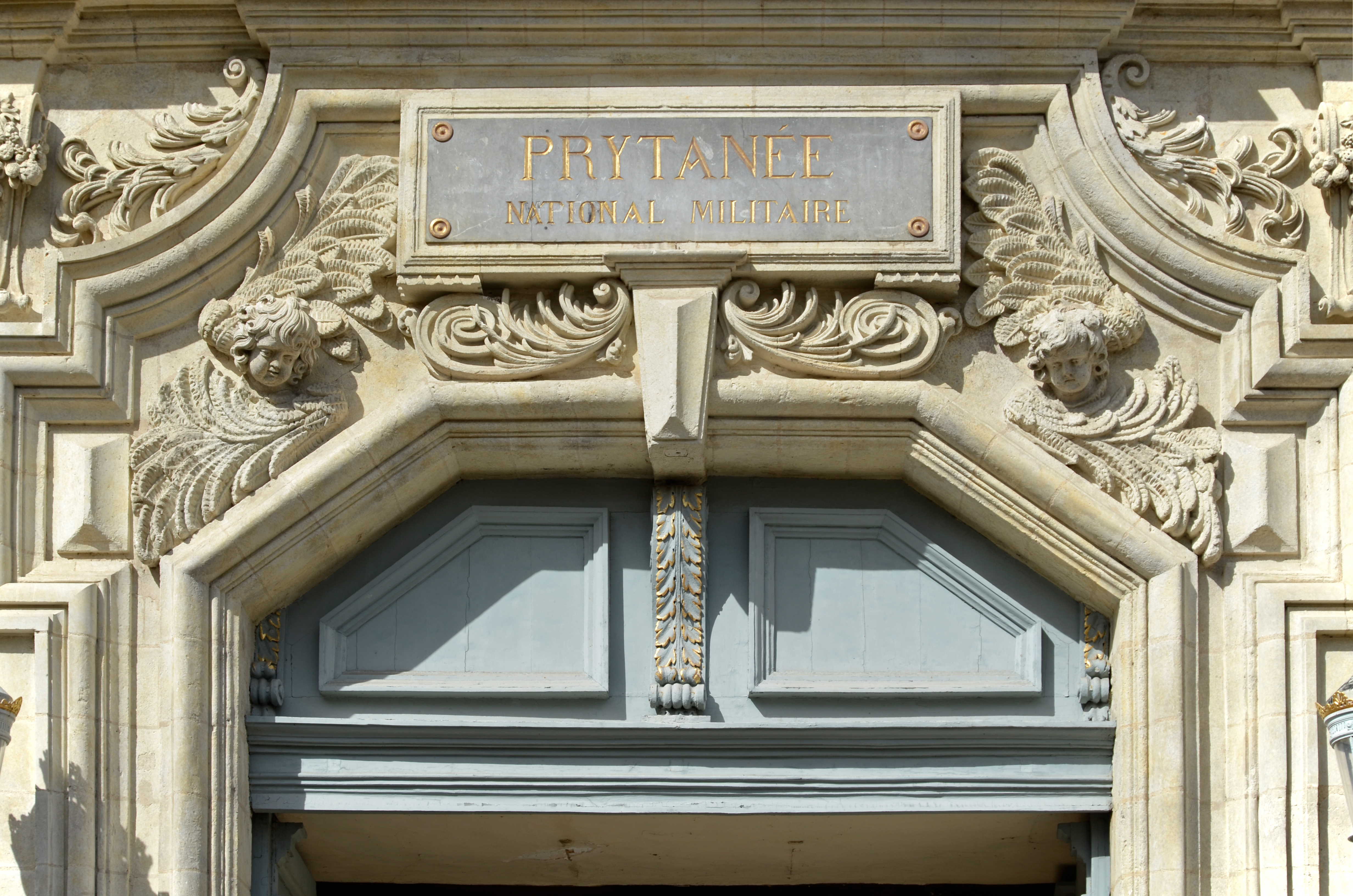
Inschrift über dem Portal des ehemaligen Jesuitenkollegs, heute Prytanée national militaire.

Im Rahmen der Aufhebung des Jesuitenordens wurden alle Jesuitenschulen am 6. August 1761 durch ein Dekret des Parlement de Paris geschlossen. Die Gesellschaft Jesu wurde aus dem Königreich verbannt, der Orden säkularisiert und die Besitztümer verkauft. Anfang April 1762 verließen die Jesuiten das Collège und die Stadt La Flèche. Um die offenen Stellen nach dem Weggang der Jesuiten besetzen zu können, appellierte die Stadtregierung an die ehemaligen Studenten der Hochschule, die Kurse fortzusetzen. Zwei Jahre lang wurde die Hochschule von Abbé Donjon geleitet, einem ehemaligen Professor der Philosophie.
Im April 1764 wurde das Collège vom Duc de Choiseul in eine École de Cadets umgewandelt, auch École Militaire Préparatoire genannt. Die besten Studenten wurden an die École militaire in Paris geschickt. Im Jahre 1776 verteilte der Kriegsminister Claude-Louis de Saint-Germain die Studenten auf kleine Militärschulen in der Provinz. Ein paar Monate später ließ König Ludwig XVI. die Anstalt wieder etablieren. Bis zur Französischen Revolution wurde die Kongregation der Doktrinarier mit verschiedenen Umbauarbeiten beauftragt.
Im Jahre 1793 wurden die Hochschulen per Gesetz aufgehoben, die Doktrinarier vertrieben, die Studenten entlassen und das Eigentum als Nationalgut verkauft. Zur gleichen Zeit ließ der Représentant en mission Didier Thirion die Urnen mit den Herzen von Henri IV und Maria de Medici öffnen und auf einem öffentlichen Platz verbrennen. Der Chirurg Charles Boucher sammelte etwas Asche, die durch seine Nachkommen im Jahr 1814 zurückgegeben wurde. Während der Revolution dienten die Gebäude des Collège verschiedenen Zwecken, als Lazarett, Sitz der Stadtverwaltung und Bezirks von La Flèche oder wurden geplündert und beschädigt. Ab 1797 versuchten zwei ehemalige Professoren in einem Teil der Gebäude eine école centrale supplémentaire zu unterhalten.
Die Bitte der Gemeinde, die Militärschule wieder zu errichten, wurde von Kaiser Napoleon positiv beschieden. Im Jahr 1808 wurde die Militärakademie von Saint-Cyr-l’École nach La Flèche übertragen. Ein paar Monate später waren bereits 300 Studenten an der neuen Einrichtung eingeschrieben. Die Prytanée national militaire ist heute eine der sechs französischen Militärakademien.

## Lehrplan

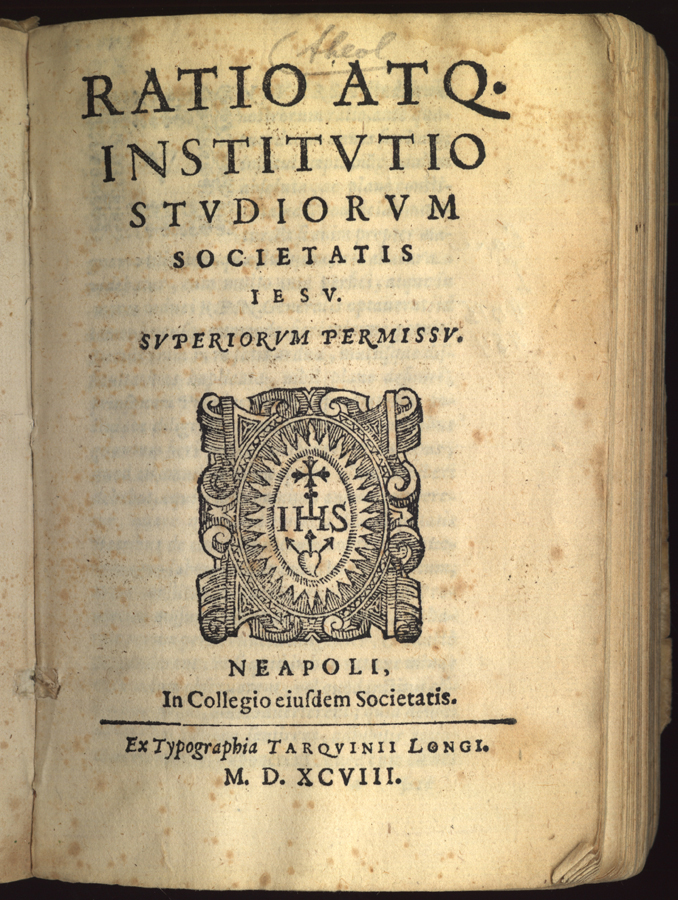
Die Ratio Studiorum, 1598

Die Studien folgten in La Flèche den Prinzipien der Ratio Studiorum: drei Jahre Grammatikunterricht, drei Jahre humanistische Studien und drei Jahre Studium der Philosophie. Die Klassen waren in dreizehn Stufen unterteilt: Sechs waren der lateinischen und griechischen Literatur gewidmet, drei der Philosophie und vier der Theologie. Der Unterricht wurde in Lateinisch oder Griechisch, nicht in Französisch erteilt. Wie an allen anderen Jesuitenschulen war der Besuch für alle kostenlos. An der Schule gab es zwei Arten von  Studenten: interne Schüler, untergebracht im cour des pensionnaires, und externe Schüler, die zu Hause bzw. in der Stadt wohnten.

Das Personal in La Flèche war zahlreich: 83 Jesuiten im Jahr 1611 und 110 in der Mitte des siebzehnten Jahrhunderts. Vor der Schließung im Jahr 1762 lebten am Collège über 88 Patres, davon 34 Professoren. Die Schule von La Flèche wurde allmählich zum wichtigsten Jesuitenkolleg nach dem Collège de Clermont in Paris und der Austausch von Lehrkörpern zwischen den beiden Kollegien war durchaus üblich. Als berühmteste Professoren gelten Michel Le Tellier, der Beichtvater von Ludwig XIV., oder Georges Fournier, Autor einer Abhandlung über Hydrographie, die in La Flèche dem Philosophen René Descartes das Schreiben beigebracht haben, der später äußerte: 

„J’étais dans l’une des plus célèbres écoles de l’Europe.“

## Religiöser Einfluss
Als  geistiges Zentrum hatte das Collège von La Flèche einen großen missionarischen Einfluss, vor allem in den amerikanischen Kolonien. Viele Jesuiten, die zu einer Mission aufbrachen oder von einer solchen zurückkehrten, waren zu Gast in La Flèche: Jérôme Lalemant, der bei den Huronen das Evangelium verkündete, wurde von 1656 und 1659 zum Rektor der Hochschule ernannt. Pierre François Xavier de Charlevoix, der Verfasser der Geschichte von Neu-Frankreich, starb 1761 in La Flèche. François de Montmorency-Laval, der erste Bischof von Québec, studierte am Collège. Ähnlich verhielt es sich mit den Mathematikern Joachim Bouvet und Jean Fontaney, die in den Dienst des Kaisers Kangxi getreten waren und sich nach ihrer Rückkehr aus China in La Flèche zur Ruhe setzten.
Dieser Einfluss förderte die Begeisterung der Studenten für die neuen Länder und andere missionarischen Aufgaben. Ab 1651 wurden die südamerikanischen und karibischen Missionszuweisungen direkt durch den Rektor der Hochschule geregelt.

## Persönlichkeiten

### Lehrkörper
- Jérôme Lalemant, Missionar, Evangelisator der Huronen, Rektor des Collège von 1656 bis 1659.
- Jean Chastelier, Rektor des Collège im Jahr 1630.
- Joseph de Jouvancy, Rhetorikprofessor.
- Jacques Longueval, Professor für Grammatik und humanistische Studien.
- Étienne Noël, katholischer Theologe und Grammatiker.
- Énemond Massé, Missionar in Akadien.
- Joachim Bouvet, Mathematiker, Missionar in China.
- Jean de Fontaney, Mathematiker, Missionar in China.
- Georges Fournier, Geograph, Hydrograph und Mathematiker.
- Pierre François Xavier de Charlevoix, Missionar in Kanada.
- Michel Le Tellier, Beichtvater von Ludwig XIV.
- Pierre Mousson, Rhetorikprofessor und Tragödiendichter.
- Antoine Girard, Schriftsteller und Übersetzer.
- Jean-Baptiste Louis Gresset, Dichter und Dramaturg.
- Thomas Gouye, Astronom und Linguist.
- Hyacinthe Robillard d’Avrigny, Historiker.
- François-Joseph Terrasse Desbillons, Fabeldichter.

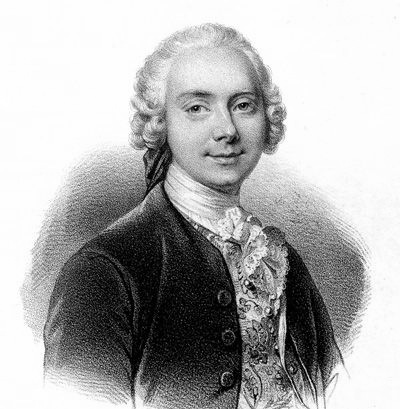
Jean-Baptiste Gresset
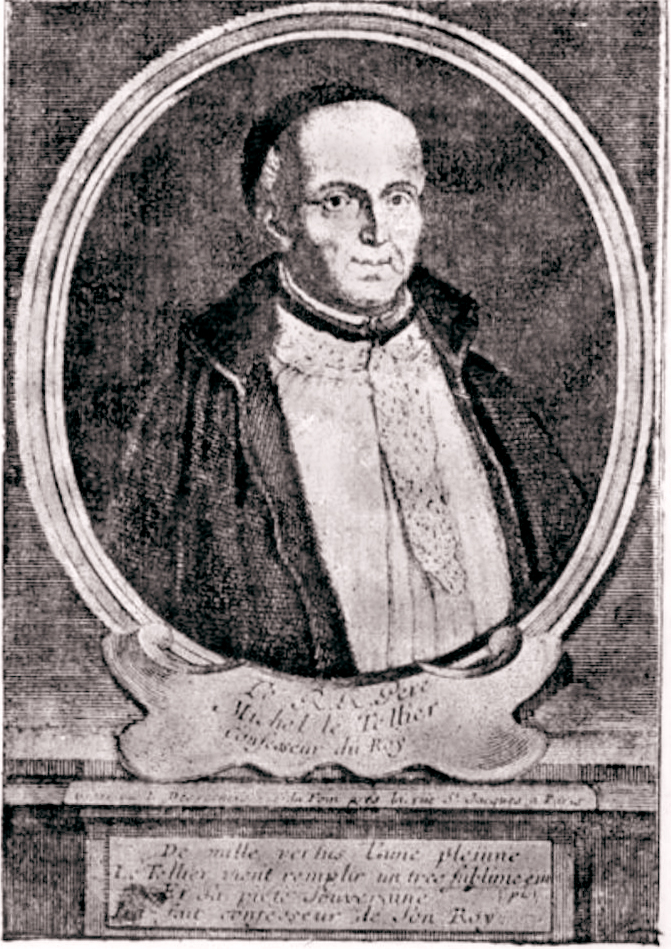
Michel Le Tellier
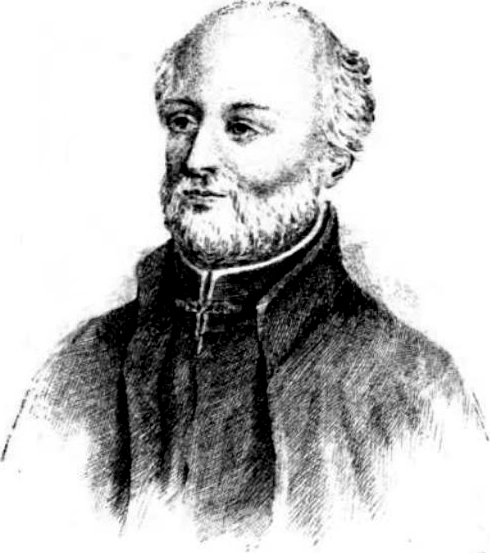
Pierre-François-Xavier de Charlevoy

### Ehemalige Schüler
- René Descartes, Philosoph, Autor des Discours de la méthode.
- Jérôme Le Royer de La Dauversière, Gründer der Kongregation der Hospitalières de Saint-Joseph und von Ville-Marie, dem heutigen Montréal.
- Charles de Schomberg, Marschall und Pair von Frankreich.
- Pierre Séguier, Kanzler von Frankreich unter Ludwig XIV.
- Marin Mersenne, Theologe, Mathematiker und Musiktheoretiker.
- Joseph Sauveur, Wissenschaftler, gilt als der Begründer der Akustik als wissenschaftliche Disziplin.
- Pierre de Marbeuf, Dichter.
- Julien Maunoir, Missionar, Apostel der Bretagne.
- Jacques Vallée Des Barreaux, Freiheitsdichter und Epikureer.
- Jean Picard, Astronom.
- Jean Baptiste Budes de Guébriant, Marschall von Frankreich.
- Louis de Nogaret de La Valette d’Épernon, Erzbischof von Toulouse und Generalleutnant.
- François Louis Rousselet de Châteaurenault, Marschall von Frankreich und Vizeadmiral.
- Antoine-François Prévost, Romanschriftsteller.
- François de Montmorency-Laval, erster Bischof von Québec.
- Pierre Cholonec, Missionar, Verwalter der Ersten Nationen von Kanada.
- Louis François Henri de Meno, Marquis de Turbilly, Agronom.
- James Fitzjames, 1. Duke of Berwick-upon-Tweed, illegitimer Sohn von Jakob II. von England, Marschall und Pair von Frankreich.
- Jean-Charles de Borda, Mathematiker und Seemann.
- Alexandre Angélique de Talleyrand-Périgord, Kardinal und Staatsmann
- Charles François d'Aviau du Bois de Sanzay, Erzbischof von Bordeaux und Vienne.
- Jacques Ruël, Theologe.
- Claude-Emmanuel Lhuillier, Dichter und Literat.
- Louis-Henri de Pardaillan de Gondrin, Erzbischof von Sens.
- Gabriel Calloet-Kerbrat, Agronom.
- Jean Dussaulx, Anhänger von Jean-Jacques Rousseau.

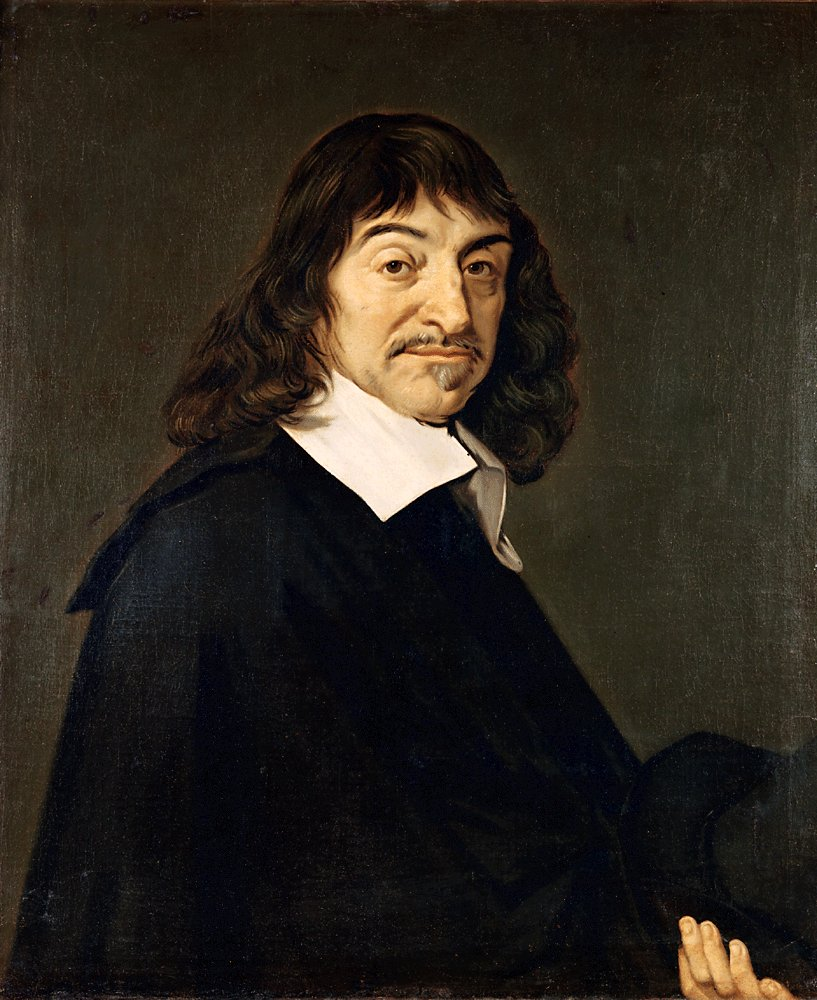
René Descartes
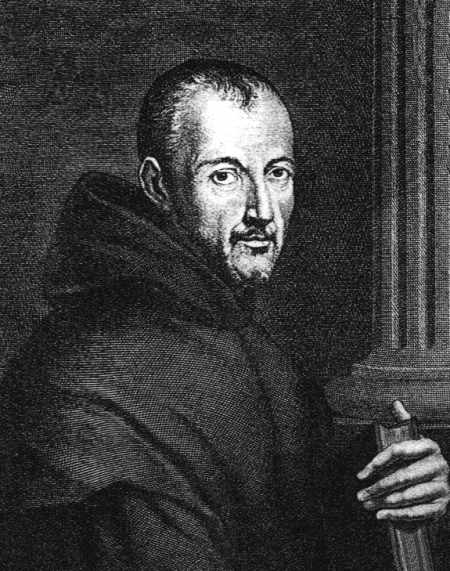
Marin Mersenne
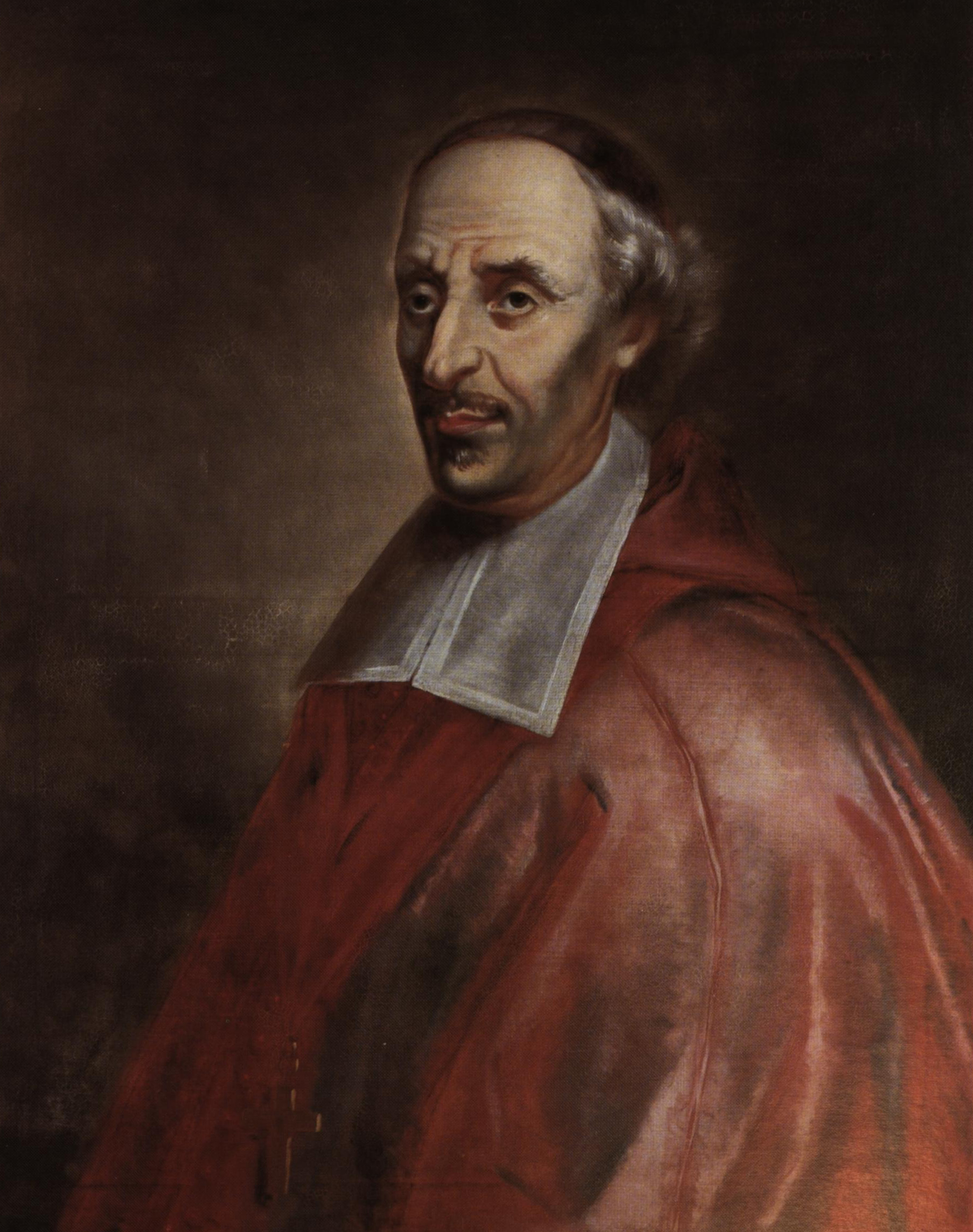
François de Montmorency-Laval
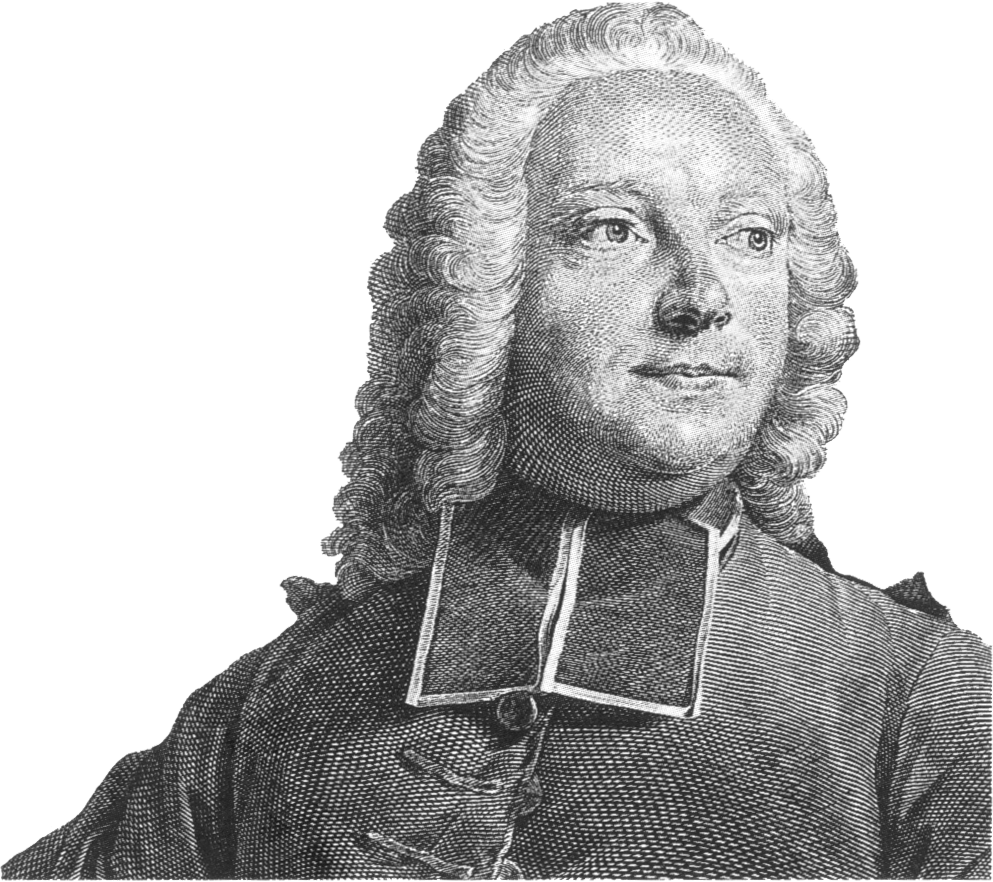
Antoine-François Prévost
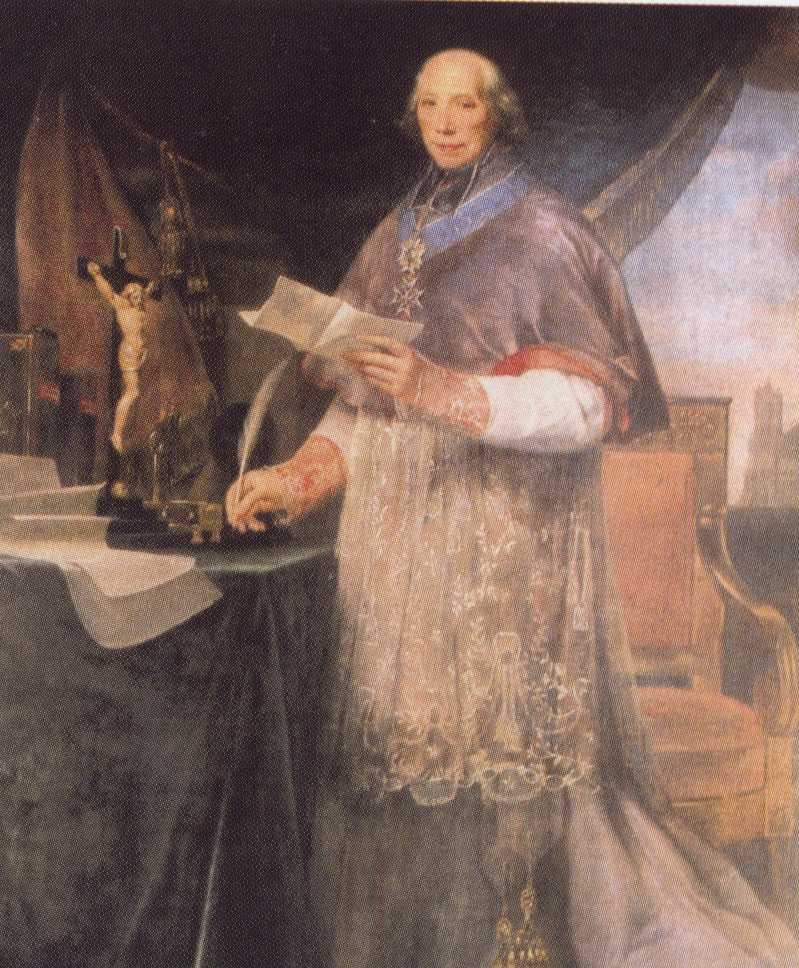
Alexandre-Angélique de Talleyrand-Périgord